# Rechtsanwaltsvergütungsgesetz
Das Rechtsanwaltsvergütungsgesetz (kurz RVG) ist seit dem 1. Juli 2004 in Deutschland die gesetzliche Grundlage der Abrechnung der Vergütung der Rechtsanwälte.

## Geschichte und Begründung
Das Rechtsanwaltsvergütungsgesetz (RVG) ersetzte zum 1. Juli 2004 die zuvor geltenden Vorschriften der Bundesrechtsanwaltsgebührenordnung (BRAGO).
Mit dem RVG verfolgte der Gesetzgeber das Ziel, das Kosten- und Vergütungsrecht einfacher und transparenter zu machen. Es soll für Rechtsanwälte Anreize schaffen, ihre Mandanten verstärkt bei außergerichtlichen Streitbeilegungen zu unterstützen, um dadurch die Arbeitsbelastung der Gerichte zu verringern. Außerdem soll sich die Höhe der Vergütung mehr als bisher am Umfang und an der Schwierigkeit der anwaltlichen Tätigkeit orientieren.

### Gebührenhöhe
Die gesetzlich geregelten Gebührensätze für Rechtsanwälte, die – abgesehen von geringfügigen Änderungen im Rahmen der Umstellung auf Euro – seit 1994 unverändert waren, wurden auch 2004 nicht erhöht. Vielmehr sollte eine Erhöhung der Vergütung durch die geänderte Gebührenstruktur eintreten. Nach Ansicht des Bundesjustizministeriums erhöhte sich die Vergütung von Rechtsanwälten durch den Erlass des RVG um 14 Prozent. Viele Rechtsschutzversicherer gehen dagegen von einer Erhöhung der Vergütung um mehr als 20 Prozent aus.
Im August 2013 trat eine Gebührenerhöhung von rund 19 % in Kraft. Die Bundesregierung hatte zuvor am 29. August 2012 den Entwurf eines 2. Gesetzes zur Modernisierung des Kostenrechts (2. KostRMoG) beschlossen. Im Bundestag wurde das Gesetz Ende Januar 2013 beraten. Am 13. März 2013 hatte eine Expertenanhörung im Rechtsausschuss des Bundestages stattgefunden. Anfang April kam es laut Medienberichten außerdem zu einem Geheimtreffen, bei dem sich Bundes- und Landespolitiker aller Parteien darauf einigten, das Gesetz zügig umzusetzen und sowohl die Anwaltsvergütung als auch die Gerichtskosten noch stärker als ursprünglich vorgesehen zu erhöhen. Der Bundesrat hatte das Gesetz am 7. Juni 2013 an den Vermittlungsausschuss verwiesen. Dieser tagte am 26. Juni 2013 und erarbeitete einen Vermittlungsvorschlag, der eine noch stärkere Anhebung der Gerichtskosten vorsah. Der Vorschlag wurde dann am 27. Juni 2013 vom Bundestag verabschiedet und der Bundesrat stimmte am 5. Juli 2013 zu. Einen Tag nach seiner Verkündung im Bundesgesetzblatt trat das Gesetz am 1. August 2013 in Kraft. 
Nachdem die Gebühren im Rahmen des Kostenrechtsänderungsgesetzes (KostRÄG) zuletzt 2021 erhöht wurden, hat der Bundestag am 31. Januar 2025 im Rahmen des Kosten- und Betreuervergütungsrechtsänderungsgesetz (KostBRÄG) eine Anpassung der gesetzlichen Anwaltsgebühren nach dem RVG beschlossen. Der Bundesrat hat am 21. März 2025 seine Zustimmung erteilt. Die Änderungen treten am 1. Juni 2025 in Kraft. 

### Veränderungen RVG/BRAGO
Die wesentlichen Unterschiede des RVG im Vergleich zur BRAGO sind:
- Höhere Vergütung von Anwälten bei außergerichtlicher Streitbeilegung
- Geringere Vergütung von Anwälten bei Beweisaufnahmen vor Gericht
- Geringere Vergütung von Anwälten bei einvernehmlicher Scheidung
- Höhere Vergütung von Anwälten bei Strafverteidigung und bei Vertretung in bestimmten Bußgeldverfahren

Zur Annäherung und Gleichsetzung der Abrechnung der Anwaltsgebühren wurde das RVG ähnlich wie das Gerichtskostengesetz in zwei Teile geteilt. Das RVG besteht aus dem Gesetzesteil mit den allgemeinen Regelungen und aus einem Vergütungsverzeichnis, in dem die jeweiligen Tatbestände geregelt sind, für die Gebühren anfallen.

## Abgrenzung
Für Anwaltsnotare gilt, soweit sie nicht als Rechtsanwalt, sondern als Notar tätig werden, die Regelung der Gebühren im Gerichts- und Notarkostengesetz, nicht das RVG.

## Aufbau des RVG
Das RVG gilt gem. § 1 RVG für die anwaltliche Tätigkeit der Rechtsanwältinnen und Rechtsanwälte. Gleiches gilt für Mitglieder etwa einer Anwalts-GbR oder einer Partnerschaftsgesellschaft.
Das RVG gliedert sich in neun Abschnitte, an welches sich das Vergütungsverzeichnis als Anlage 1 anschließt.

### Regelungen des RVG
- Der erste Abschnitt des RVG regelt das Gebührensystem.
- Der zweite Abschnitt enthält Gebührenvorschriften wenn sich die Gebühren nach dem Gegenstandswert richten. Insbesondere enthält § 13 RVG die Berechnungsformel für die Wertgebühren.
- Der dritte Abschnitt definiert, was dieselbe Angelegenheit, verschiedene oder besondere Angelegenheiten sind. Demnach fallen Gebühren für eine Tätigkeit nur einmal oder mehrmals an.
- Der vierte Abschnitt bestimmt den Gegenstandswert im Grundsatz und für einzelne Verfahren.
- Abschnitt fünf befasst sich mit Gebühren für außergerichtliche Beratung und Vertretung. Dort in § 34 RVG insbesondere die Anweisung zur Hinwirkung auf eine Vergütungsvereinbarung und die Festlegung der maximalen Erstberatungsgebühr.
- Der sechste Abschnitt befasst sich u. a. mit Verfahren vor den Verfassungsgerichten und dem EuGH.
- Der siebte Abschnitt enthält Regelungen für Pauschalgebühren in Straf- und Bußgeldsachen für besondere Fälle.
- Der achte Abschnitt regelt Fälle der Beiordnung von Anwälten, etwa Pflichtverteidiger, mit den von § 13 RVG abweichenden Wertvorschriften gem. § 49 RVG.
- Der neunte Abschnitt schließt mit Übergangs- und Schlussvorschriften.

### Regelungen des Vergütungsverzeichnisses
Das als Anlage 1 zu § 2 Abs. 2 RVG angefügte Vergütungsverzeichnis (VV) enthält die meisten der eigentlichen Gebührentatbestände.
Das Vergütungsverzeichnis ist in sieben Teile untergliedert:
- Teil 1 regelt sogenannte Allgemeine Gebühren, insbesondere die Einigungsgebühr.
- Teil 2 regelt die Gebühren für Außergerichtliche Tätigkeiten einschließlich der Vertretung im Verwaltungsverfahren. Zentral ist in diesem Teil die anwaltliche Geschäftsgebühr.
- Teil 3 regelt die Vertretung in Zivilsachen, Verfahren der öffentlich-rechtlichen Gerichtsbarkeiten, Verfahren nach dem Strafvollzugsgesetz auch in Verbindung mit § 92 des Jugendgerichtsgesetzes und ähnliche Verfahren. Für diese gerichtlichen Tätigkeiten sind insbesondere die Verfahrensgebühr und die Terminsgebühr bedeutsam.
- Teil 4 betrifft Strafsachen. Auch hier sind die Verfahrens- und Terminsgebühr zentrale Elemente. Darüber hinaus kennt das Vergütungsverzeichnis in Straf- und Bußgeldsachen anders als noch die BRAGO auch eine Grundgebühr.
- Teil 5 betrifft Bußgeldsachen. Ähnlich wie für Strafsachen ergeben sich die wesentlichen Gebührenansprüche auch hier für Grund-, Verfahrens- und Terminsgebühren.
- Teil 6 betrifft Sonstige Verfahren.
- Teil 7 regelt die Auslagen.

## Gebührenarten des RVG
Das RVG richtet sich bei der Höhe der Gebühren nach zwei Berechnungsformen. Es gibt Betragsgebühren und Gebühren, die vom Gegenstandswert abhängig sind.

### Betragsgebühren
Bei Betragsgebühren ist der in Ansatz zu bringende Betrag in Euro im Gebührenverzeichnis genannt.
Sogenannte Betragsrahmengebühren geben einen Rahmen in Euro an.
Nach Betragsgebühren wird vorwiegend im Strafrecht und im Sozialrecht abgerechnet. Hier gibt es für bestimmte Tätigkeiten – z. B. die Wahrnehmung eines Termins vor einem bestimmten Gericht – einen Rahmen, innerhalb dessen die Gebühr je nach Dauer und Schwierigkeit festgesetzt wird.

### Satzgebühren
Vom Gegenstandswert abhängige Gebühren werden als Satzgebühren bzw. Satzrahmengebühren bezeichnet.
Im Vergütungsverzeichnis ist entweder ein fester Satz oder ein Satzrahmen genannt.
§ 13 RVG bestimmt, wie hoch ein Satz (also eine 1,0 Gebühr) je nach Gegenstandswert ist. Demnach kann je nach Gebührensatz die entsprechende Gebühr berechnet werden.

## Gegenstandswert
§ 23 RVG bestimmt als allgemeine Wertvorschrift, wonach sich der Gegenstandswert richtet. Im gerichtlichen Verfahren bestimmt sich demnach der Gegenstandswert nach den für die Gerichtsgebühren geltenden Wertvorschriften. Diese sind in den §§ 39 bis 60 GKG geregelt. Subsidiär gelten die §§ 3 bis 9 der ZPO.

## Berechnung der Gebühren
Im Zivilrecht richtet sich die Höhe der Vergütung nach dem Wert, den der Streit für den Mandanten hat (so genannter Gegenstands- bzw. Streitwert). Bei einer Zahlungsforderung wird dies laut § 4 Abs. 1 ZPO in Verbindung mit § 23 RVG regelmäßig die Höhe der Forderung ohne Zinsen und Nebenkosten sein. Anhand des Gegenstandswertes wird eine einfache Gebühr anhand der Wertetabelle gemäß Anlage 2 zu § 13 RVG ermittelt. Für jede Tätigkeit kann der Rechtsanwalt anhand des Vergütungsverzeichnisses (VV) nun einen Faktor für die geleisteten Tätigkeiten bestimmen. So beträgt der Faktor für eine Klageerhebung laut Nr. 3100 VV 1,3, der Faktor für eine außergerichtliche Vertretung gemäß Nr. 2300 VV zwischen 0,5 und 2,5 Gebühren.

## Abgeltungsbereich
Mit den Gebühren wird die gesamte Tätigkeit des Rechtsanwalts vom Auftrag bis zur Erledigung der Angelegenheit entgolten (§ 15 RVG) einschließlich der allgemeinen Geschäftskosten wie die Kanzleimiete, Personalkosten oder die Kosten für Büromaterial. Neben den Gebühren kann der Rechtsanwalt nur bestimmte, in Teil 7 des Vergütungsverzeichnisses genannte Auslagen berechnen. Dazu zählen etwa die Entgelte für Post- und Telekommunikationsdienstleistungen (Porto für Schriftsätze, Telefonate, Faxgebühren) oder Fahrtkosten für die Wahrnehmung eines auswärtigen Termins.

## Rechtsprechung
Seit dem 1. Juli 2006 ist der Bereich der Honorierung der außergerichtlichen Tätigkeit dereguliert. Dementsprechend besteht in diesem Bereich seither Verhandlungsspielraum der Vertragsparteien.
Das Oberlandesgericht Stuttgart hat Werbung mit einem Pauschalhonorar von 20 Euro inkl. USt. für die außergerichtliche Rechtsberatung von Verbrauchern für zulässig erachtet.